# Maroochydore
Maroochydore è una cittadina ed una località della cosiddetta Sushine Coast dello stato australiano del Queensland. Il censimento del 2016 riportava una popolazione di 16 800 abitanti.
Maroochydore è uno dei poli commerciali più importanti dell'intera Sunshine Coast, nonché una meta molto apprezzata dai surfisti ed uno snodo viario essenziale per il resto del Queensland.

## Storia
Andrew Petrie diede il nome Maroochydore all'area durante la sua spedizione del 1842. La parola deriva dal termine aborigeno nella lingua della popolazione Gubbi Gubbi murukutchi-dha, avente il significato di becco rosso, in riferimento ai numerosi cigni neri che popolano la regione.